# X.com
X.com یک بانک آنلاین بود که توسط ایلان ماسک، هریس فریکر، کریستوفر پین و اد هو در مارس ۱۹۹۹ تأسیس شد. در مارس ۲۰۰۰، X.com با رقیب خود، Confinity Inc. ، یک شرکت نرم‌افزاری مستقر در سیلیکون ولی ادغام شد. ماسک به دلیل سیستم پرداخت آسانش جذب Confinity شد. شرکت ادغام شده نام خود را به پی‌پل تغییر داد. ای‌بی در سال ۲۰۰۲ پی‌پل را به مبلغ ۱٫۵ میلیارد دلار خریداری کرد. در ژوئیه ۲۰۱۵، پی‌پل منحل شد و به یک شرکت مستقل تبدیل شد.
امروزه این دامنه شما را به شبکه اجتماعی اکس که قبلا توییتر نام داشت هدایت می‌کند.

## مدل تجاری
X.com یک بانک آنلاین اولیه بود که در آن سپرده‌ها توسط شرکت بیمه سپرده فدرال بیمه می‌شد. این شرکت در ابتدا توسط ایلان ماسک و گرگ کوری تأمین مالی شد، که در ادامه سرمایه‌گذاری‌های بعدی ماسک را تأمین کردند: تسلا و استارت‌آپ او، اسپیس‌اکس.
در این بانک مشتری‌ها با هزینه‌ها یا جریمه‌های اضافه برداشت مواجه نبودند. آنها همچنین برای معرفی و ثبت نام اعضای جدید پاداش دریافت می‌کردند. دو ویژگی که در زمان خود متمایز بود. مشتریان می‌توانستند با وارد کردن آدرس ایمیل خود در X.com، برای شخص دیگری پول ارسال کنند.  علاوه بر این، مشتریان می‌توانستند با ثبت نام آنلاین و بدون نیاز به بررسی آدرس (پست چک)، حساب باز کنند.

## تاریخچه
در طول دهه ۱۹۹۰، ایلان ماسک در نظر داشت یک بانک آنلاین با خدمات کامل ایجاد کند که حساب‌های چک و پس‌انداز، کارگزاری‌ها و بیمه را ارائه می‌کرد.  ماسک در مصاحبه ای در سال ۱۹۹۹ با مارکت واچ اظهار داشت: «من فکر می‌کنم اکنون در مرحله سوم هستیم که مردم آماده هستند تا از اینترنت به عنوان مخزن اصلی مالی خود استفاده کنند.»
در ژانویه ۱۹۹۹، ماسک به‌طور رسمی برنامه‌ریزی یک بانک آنلاین را در حالی که در حال فروش شرکت خود زیپ۲ بود، آغاز کرد. یک ماه پس از خرید زیپ۲ توسط کامپک، ماسک در مارس ۱۹۹۹ با هریس فریکر، کریستوفر پین و اد هو، حدود ۱۲ میلیون دلار برای تأسیس X.com سرمایه‌گذاری کردند.   فریکر زمانی که ماسک در بانک نوا اسکوشیا کارآموز بود با ماسک کار می‌کرد، پین دوست فریکر و هو مهندس در سیلیکون گرافیک و مدیر اجرایی زیپ ۲ بود.  این شرکت ابتدا از یک خانه اداره می‌شد و سپس به دفتری در پالو آلتو، کالیفرنیا نقل مکان کرد. 
X.com به‌طور رسمی در ۷ دسامبر ۱۹۹۹ راه اندازی شد و مدیر عامل سابق اینتویت بیل هریس به عنوان مدیر عامل در زمان افتتاحیه انتخاب شد. در عرض دو ماه، X.com بیش از ۲۰۰۰۰۰ ثبت نام جذب کرد.  با این حال، جنگ قدرت بین ماسک و فریکر درگرفت که منجر به کودتای فریکر در X.com شد تا او مدیر عامل شرکت شود. 
در مارس ۲۰۰۰، X.com با Confinity، سرسخت‌ترین رقیب خود ادغام شد.  ماسک بزرگ‌ترین سهامدار شرکت جدید بود و به عنوان مدیرعامل آن منصوب شد. در سال ۱۹۹۸، محصول Confinity، پی‌پل، به کاربران PalmPilots این امکان را داد که از طریق پورت‌های مادون قرمز آن برای یکدیگر پول ارسال کنند.   متعاقباً، پی‌پل توسعه یافت تا به کاربران امکان ارسال پول با استفاده از آدرس ایمیل و وب را بدهد. 
در سپتامبر ۲۰۰۰، زمانی که ماسک برای یک سفر ماه عسل در استرالیا بود، هیئت مدیره X.com به تغییر مدیرعامل از ماسک به پیتر تیل، یکی از بنیانگذاران Confinity رأی داد. در ژوئن ۲۰۰۱، X.com به پی‌پل تغییر نام داد. 
در ۳ اکتبر ۲۰۰۲، ای‌بی، پی‌پل را به مبلغ ۱٫۵ میلیارد دلار خریداری کرد.
در ژوئیه ۲۰۱۵، پی پال منحل شد تا به یک شرکت مستقل و با سهام عمومی تبدیل شود.
در ۵ ژوئیه ۲۰۱۷، ماسک نام دامنه X.com را از پی‌پل خریداری کرد. او بعداً توضیح داد که این وب سایت را خریده‌است زیرا «ارزش عاطفی زیادی دارد».
در ۱۴ ژوئیه ۲۰۱۷، X.com دوباره راه اندازی شد که شامل یک صفحه سفید خالی با یک "x" در گوشه سمت چپ بالا، و یک صفحه خطای سفارشی با نمایش "y" بود. سایت به دلیل نداشتن چیزی در کد منبع خود به جز حرف "x" به این شکل نمایش داده می‌شود. در دسامبر ۲۰۱۷، X.com بازدیدکنندگان را به وب سایت شرکت بورینگ هدایت کرد که ماسک نیز مالک آن است. این کار به منظور تبلیغ فروش کلاه انجام شد.